# Ґустав Моріц Армфельт
Барон, потім (1812) граф Ґустав Моріц Армфельт (швед. Gustaf Mauritz Armfelt; 1757—1814) — шведський державний діяч, придворний і дипломат епохи Просвітництва.
В якості фаворита Ґустава III був однією з ключових фігур культурного і політичного життя Швеції 1780-х років. У 1786-94 роках очолював Шведську академію. За три роки до смерті перейшов на російську службу (під ім'ям Ґустав-Маврикій Максимович Армфельт), отримав чин генерала від інфантерії і став радником Олександра I з фінляндських питань. У цій якості вплинув на рішення імператора надати Фінляндії широку автономію в якості великого князівства Фінляндського.

## Біографія

### Походження
Походив з шляхетного роду Армфельтів. Його прадід Карл Густав Армфельт командував військовими силами Швеції, розквартированими у Фінляндії.
Густав народився 31 березня 1757 року, хрещений 1 квітня, причому остання дата іноді помилково наводиться як дата його народження. Був первістком у подружжя Магнуса Вільгельма Армфельта і Марії Веннерштедт. Його батько був військовим і в молодості брав участь в битві при Вільманстранді. Пізніше він поступив на французьку службу й у складі армії Моріца Саксонського воював у Фландрії. Після повернення до Швеції його батько отримав звання генерал-майора і був призначений губернатором Обо (нині Турку). Після призначення батька губернатором сім'я деякий час жила в резиденції губернатора під назвою Юва в околицях Обо. Дещо пізніше вони придбали садибу Омінне, яка залишалася родовим гніздом Армфельтів до 1925 року.
При народженні Армфельт отримав тільки ім'я Ґустав, в родині його називали «Ґьоста». Ім'я Моріц батько дав йому пізніше — як данину поваги своєму колишньому командиру Моріцу Саксонському.

### Ранні роки
Початкову освіту Ґустав отримав у домашніх умовах у гувернера, потім для продовження навчання був відправлений в Обо, де завершив отримання середньої освіти в 1770 році. Провчившись рік у Королівської академії Обо, у 1771 році поступив у військово-морське училище в Карлскруні. Після його закінчення він деякий час служив у Стокгольмі в званні лейтенанта у складі королівських охоронців, але через участь в дуелі, побоюючись гніву короля, був змушений покинути країну.
У 1778 році Армфельт — на той час ад'ютант Г. М. Спренгтпортена — вирушив у подорож по Європі. В цей період часу він жив у Санкт-Петербурзі, Варшаві та Берліні, де певний час перебував на службі в армії Фрідріха II. Під час перебування у Страсбурзі і Парижі познайомився з теоріями Вольтера і дізнався про підтримуваних Францією північноамериканських повстанців. Він навіть просив французький уряд відправити його в Північну Америку на допомогу Вашингтону, але отримав відмову.

### Фаворит Густава III

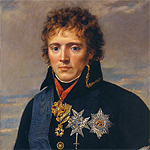
Портрет Ґустава Армфельта в молодості.

Ґустав III познайомився з Армфельтом у 1780 році на курорті Спа. Досить скоро він став близьким другом короля, брав участь у переговорах з Росією у 1783 році, супроводжував короля під час його поїздки в Італію в 1783—1784 роках. Побувавши за час подорожі в Римі, Неаполі та Парижі, король і Армфельт відвідали безліч театральних та оперних вистав. Ця подорож зміцнила реноме Ґустава як «освіченого монарха», але дорого обійшлася скарбниці. Пересічні шведи дорікали королю в марнотратності.
Дружба з королем принесла Армфельту численні титули та звання: капітана лейб-гвардії кронпринца Ґустава Адольфа (1781), обер-камер-юнкера (1783), членство в Королівській академії музики, яку він очолював до 1792 року. У 1787 році отримав призначення генерал-ад'ютантом і полковником Нюландського піхотного полку, змінивши на цій посаді свого дядька Карла Ґустава Армфельта.
При королівському дворі Армфельт був у першу чергу розпорядником всіх справ, пов'язаних з театром. Він, співпрацюючи з сатириком Карлом Ізраїлем Халльманом, виступав автором п'єс, постановником, іноді навіть актором. З його театральних постановок особливо успішною була музична костюмна комедія «Шанс для злодія» (Tillfälle gör tjuven), яку вперше було поставлено в 1783 році в Ульриксдальському придворному театрі. Виконавши одну з головних ролей, Армфельт продемонстрував свої акторські здібності. Ця постановка вважається відправною точкою розвитку легкого музичного театру у Швеції.
У 1786 році Армфельт був призначений директором Королівської опери, а через два роки очолив Королівський драматичний театр. У 1786 році під враженням від побаченого в Європі король заснував Шведську академію. Армфельт був одноголосно обраний в число перших її 18 членів, затверджений особисто королем Густавом III і у віці 29 років став наймолодшим із академіків. При дворі Армфельт мав репутацію запальної, імпульсивної і навіженої людини, однак прихильність до нього монарха захищала його від численних інтриг.
Маючи військове звання, Армфельт брав участь у Російсько-шведській війні 1788—1790 років, під час якої розгромив російську армію в бою біля Кернікоскі, а в битві при Савітайпале 4 червня 1790 року був важко поранений у плече. Монарх також високо оцінив те, що Армфельт не взяв участі в так званому Аньяльському заколоті шведського офіцерства з метою припинення війни. В провінції Даларна він керував набором 1800 добровольців для участі в бойових діях проти данців (союзників Росії), які вторглися в країну і створювали загрозу Гетеборгу. У 1789 році король на засіданні парламенту в подяку за перемогу на цьому напрямку потис Армфельту руку.
Навіть у той період, коли більшість дворян були готові зректися короля, Армфельт залишався вірним йому. Після війни він отримав звання генерал-майора і став кавалером ордена Серафимів, одночасно займаючи в 1791—1792 роках посаду канцлера Королівської академії Обо. Якоїсь значної участі в політичному житті він не брав з цього часу і до 1790 року, коли очолив шведську делегацію на мирних переговорах з Росією у Вярялі 14 серпня 1790 року, при цьому ще не оговтавшись від рани.
За укладення Верельского мирного договору Катерина II нагородила Армфельта російськими орденами Олександра Невського і Андрія Первозванного, а також діамантовою табакеркою з 3000 червінців. Не посоромився він прийняти від російського двору і секретний вексель на 10000 рублів.

### Змова Армфельта

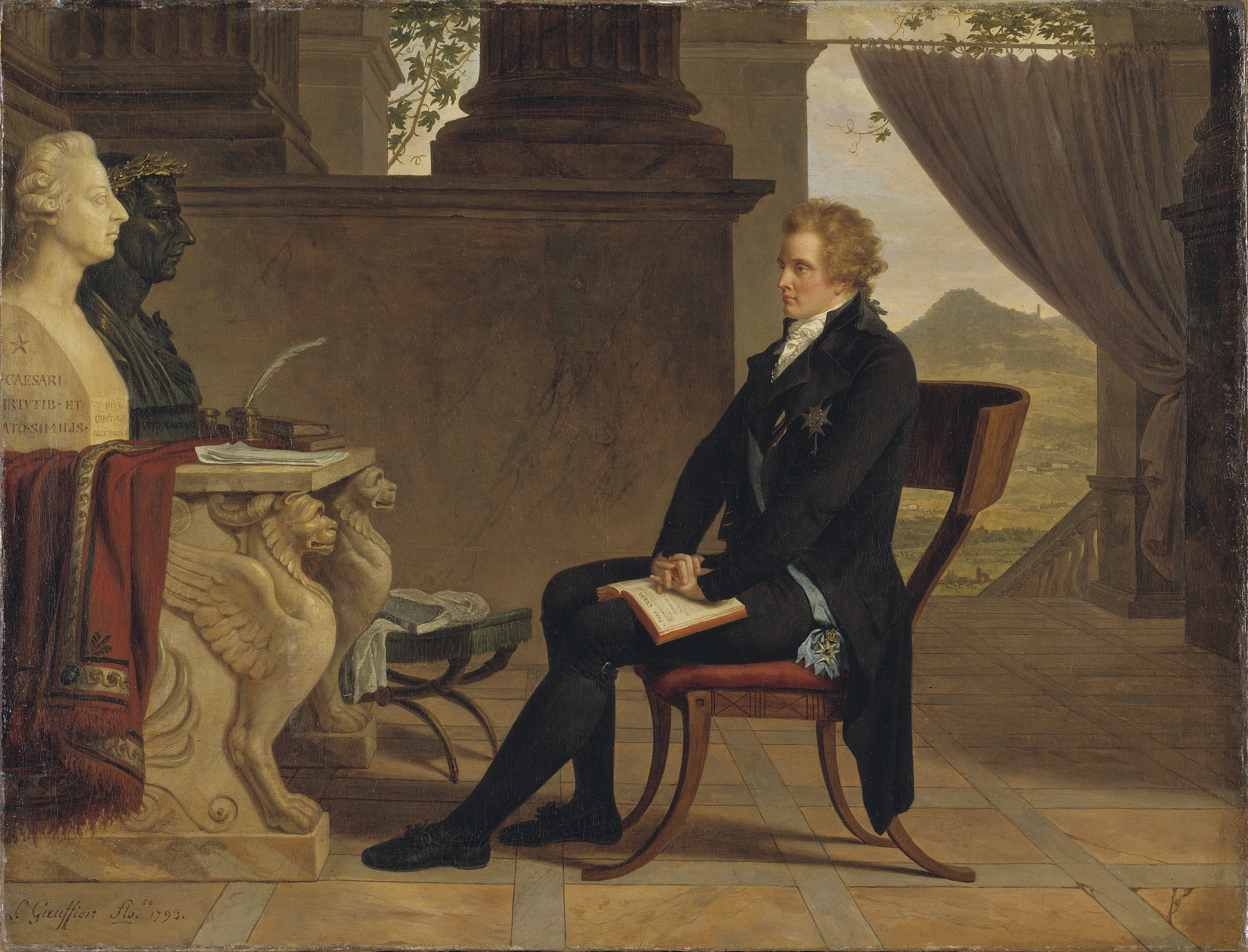
Армфельт у Флоренції. Картина 1793 року.

Після вбивства Ґустава III (26 лютого 1792 року) Армфельт опинився на чолі «ґуставіанської опозиції» до барона Ґустава Рейтергольма, який мав значну владу в період регентства при наслідному принці. Щоб віддалити колишнього фаворита від стокгольмського двору, Рейтергольм вже 1 вересня 1792 року призначив Армфельта послом у Неаполі при дворі Фердинанда IV, хоча сам Армфельт до цього намагався виклопотати собі посаду губернатора Шведської Померанії.
Роздратований Армфельт вважав, що регентство суперечить останній волі Ґустава III (який нібито на смертному одрі просив його подбати про малолітнього сина). Завдяки підтримці Катерини II він сподівався добитися зміщення Рейтергольма і після прибуття в Неаполь зав'язав листування з російськими дипломатами. Про свої плани щодо затвердження нового уряду, в якому ще неповнолітній наслідний принц мав би реальний вплив, Армфельт писав своїй фаворитці Магдалені Руденшьольд і Юхану Еренстрьому.
Розгалужена шпигунська мережа Рейтергольма розкрила плани Армфельта (за традиційною версією, його дружина доручила служниці закопати секретне листування в саду, а та замість цього продала папери агентам Рейтергольма). Регент планував взяти його під варту прямо в Неаполі, для чого направив на південь своїх агентів. Неаполітанський король, однак, погодився надати Армфельту тимчасовий притулок у своїх володіннях. З допомогою королеви Кароліни (яка перебувала у вигнанні у Великій Британії) сім'ї Армфельта вдалося втекти на кораблі в Росію, де Катерина II призначила йому пенсію і поселила в Калузі.
Рейтергольму вдалося переконати королівську раду, що Армфельт замишляв потайки вивезти наслідного принца з Швеції до Росії. Його майно у Стокгольмі було конфісковано, а Апеляційний суд Свеаланда в 1794 році заочно засудив його до смертної кари за зраду. Графиня Магдалена Руденшельд, оголошена його спільницею, була публічно вишмагана і прикута ланцюгами до ганебного стовпа на площі Ріддархус і також засуджена до смертної кари, яку потім замінили довічним ув'язненням; через два роки вона вийшла на свободу.
Місце перебування Армфельта, видачі якого домагався шведський уряд, не афішувалося. Його дружина марно просила Павла Петровича прийняти його на російську службу, що дозволило б родині перебратися з провінції до столиці. Три роки Армфельт прожив у Калузі за підробленими документами «фармацевта Брандта, громадянина Швейцарії» і лише в 1797 році з'явився в Дрездені та Берліні. Наступні два роки гостював у маєтках колишнього курляндського герцога Петера фон Бірона в Сілезії і Богемії; до цього часу відноситься його роман з дружиною герцога і з його дочкою Вільгельміною.

### На службі Густава Адольфа
Після того як Густав IV Адольф досяг повноліття і взяв владу в свої руки, вирок щодо Армфельта було у листопаді 1799 року скасовано, колишні титули і нагороди були йому повернуті, а його кар'єра знову пішла вгору. У 1800 році він знову вступив на шведську службу, а його дружина була призначена вихователькою королівських дітей. У 1802—1804 роках обіймав посаду посла у Відні, але був змушений піти у відставку через раптову зміну у відносинах між австрійським двором і Наполеоном.
Під час невдалих бойових дій 1804-07 років Армфельт служив військовим комендантом Померанії і головнокомандувачем Західної армії. Він проявив себе як непоганий полководець — стримував, наскільки було можливо, французьке завоювання герцогства, в 1807 році керував бойовими діями на території Норвегії проти датської армії — але великих успіхів не досяг через суперечливі накази командування і значну перевагу противника як у чисельності, так і в організації постачання. Врешті-решт він був переведений на російський фронт, де діяв не надто успішно.
У 1805 році Армфельт нетривалий час займав посаду генерал-губернатора Фінляндії. У 1809 році став президентом шведської Військової колегії і в цьому ж році очолив військову академію. У цей час займався поверненням шведських військ у Померанію. У 1810 році був відправлений у відставку через скандал, викликаний розголосом його зв'язку з графинею Піпер.

### Повернення до Фінляндії

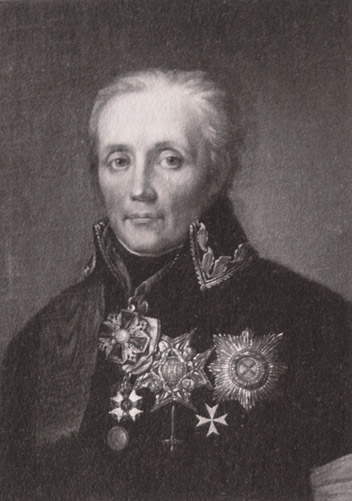
Портрет Густава Армфельта в літньому віці.

В 1810 році, після зречення Густава Адольфа та програної шведами війни з Росією Армфельт не зміг знайти спільної мови з регентом Карлом і змиритися з тим, що спадкоємцем шведського престолу був оголошений наполеонівський генерал Бернадот. Бувши вигнаним регентом зі столиці, Армфельт вирішив облаштуватися в своєму маєтку на півдні Фінляндії.

Оскільки за підсумками останньої війни Фінляндія була приєднана до Російської імперії, багато фінських поміщиків вирішили перейти на службу до Олександра Павловича. У листуванні з іншими землевласниками Фінляндії барон Армфельд піднімав питання про національну ідентичність в дусі максими: «Ми більше не шведи, стати росіянами не можемо, тому відтепер будемо вважати себе фінами». Так, у 1811 році він пише другу:
|  | Імператор готовий прийняти нас як фінів. В ім’я всього святого, давайте здійснимо призначене. |

Присягу вірності Армфельд приніс у російському посольстві в Стокгольмі 31 березня 1811 року, а на наступний день відбув на схід, фактично у вигнання. У Швеції він був оголошений втікачем і зрадником, знову засуджений до смертної кари і виключений зі Шведської академії (в якій був відновлений за 6 років до цього). Щоправда, цей вирок був скасований вже в наступному році, коли відбулося укладення союзного договору між Росією і Швецією.
Наприкінці 1811 року Армфельт все ще мав намір піти з арени суспільного життя, усамітнившись з родиною у своєму маєтку. Однак Олександр I бачив у ньому цінного радника з фінських питань і 10 березня 1812 року присвоїв йому звання генерала від інфантерії. З червня 1812 року Армфельт перебував при особі імператора і повинен був бути присутнім на засіданнях Державної ради. Він став найбільш впливовим лобістом інтересів фінляндських землевласників при царському дворі:
Після вторгнення Наполеона в Росію генерал Армфельт брав участь у відомій військовій раді в Дрісському укріпленому таборі, звідки разом з імператором відбув у Санкт-Петербург. У вересні 1812 року вирушив за наказом монарха в Стокгольм, де брав участь у підготовці тексту союзного договору, і в тому ж місяці (6 вересня) був відзначений графською гідністю Російської імперії. У липні 1813 року прибув до штабу Північної армії, що перебувала під командуванням Карла Югана, і бився при Гросберені, Денневіці, під Лейпцигом, але незабаром був висланий в Росію «за інтриги».
Політична вага Армфельта зросла після опали Сперанського, який не любив його, до якої він і сам доклав руку. Армфельт переконав Олександра I залишити в дії шведський закон 1734 року про Фінляндію, затвердивши приєднану територію в статусі автономного великого князівства Фінляндського. У 1812 році він рекомендував імператорові включити до складу великого князівства Виборзьку губернію, або так звану Стару Фінляндію, а столицю перенести з Обо в Гельсінгфорс (нині Гельсінкі). Ці рішення були затверджені імператором, що призвело, зокрема, до звільнення селян Старої Фінляндії від нав'язаної їм у попередні роки кріпосної залежності. За порадою Армфельта імператор визнав приєднання Норвегії до Швеції в 1814 році.
Армфельт став головою Комітету з фінляндських справ (заснованого в кінці 1811 року), генерал-губернатором Фінляндії (нетривалий час в 1812—1813 роках), а також брав участь у заснуванні в 1812 році Фінляндського сенату і в тому ж році став канцлером Імператорської академії Обо (колишня королівська академія), і виконував ці обов'язки до кінця життя.
10 березня 1813 року був нагороджений званням генерала, що перебуває при Особі Його Величності.

### Смерть і пам'ять
Армфельт страждав від проблем із серцем, які загострилися через отримане на війні поранення. Після періоду поступового погіршення здоров'я він помер 14 серпня 1814 року в Царському Селі у віці 57 років. Російський імператор наказав влаштувати його урочисте відспівування, яке відбулося 25 серпня у Фінській церкві Санкт-Петербурга. Труну з тілом Армфельта було доставлено на військовому кораблі в Обо, де після пишної траурної церемонії він був похований у родинному склепі поруч з церквою Халікко.

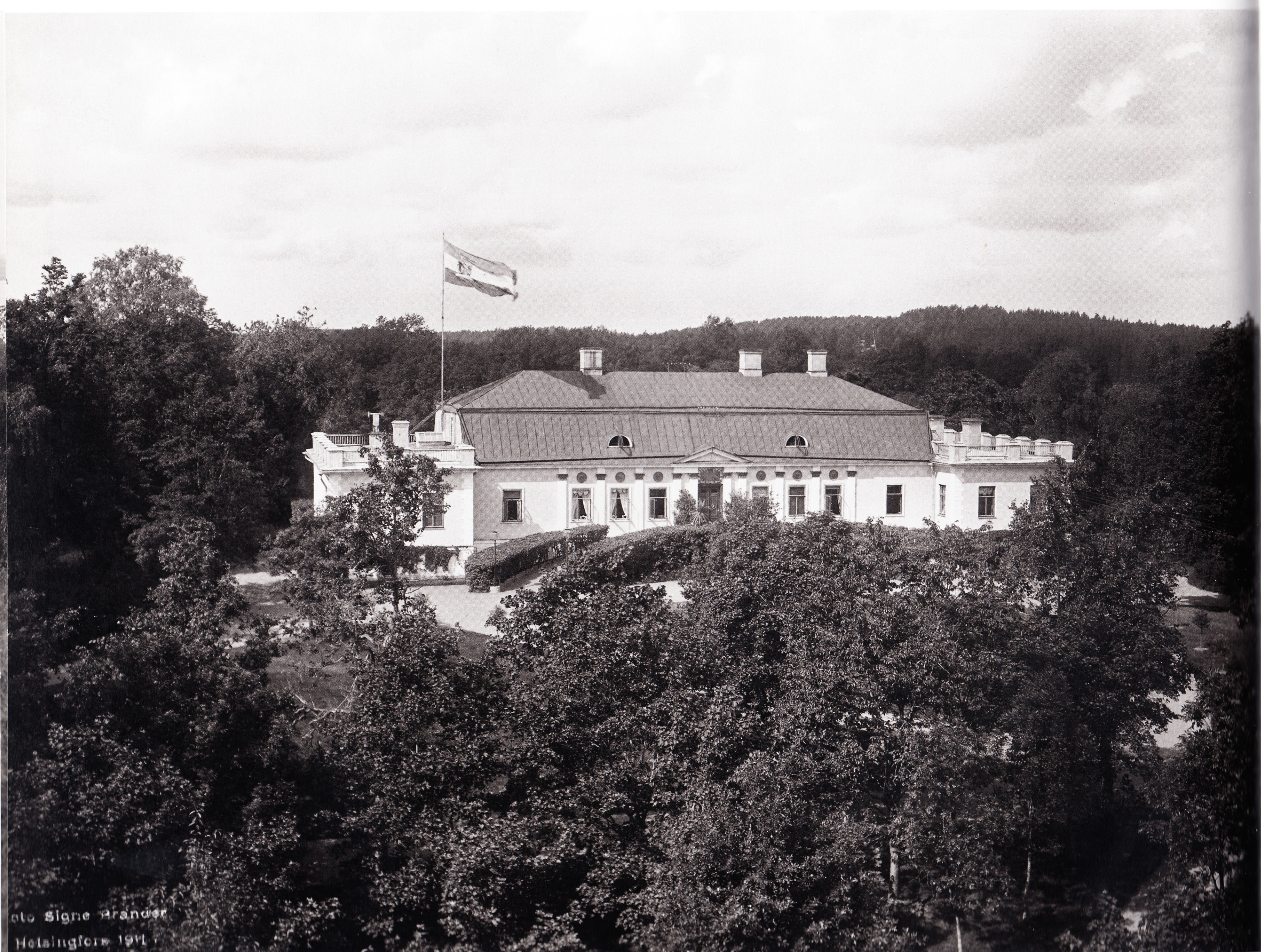
Родова садиба Армфельтів — Åminne herrgård на заході Фінляндії. Нині володіння генерального директора компанії Sampo.

Армфельт був відзначений посмертними почестями в Санкт-Петербурзі і Обо, тоді як у Швеції його смерть вважали за краще не помітити. У 1830 році в Стокгольмі були випущені автобіографічні «Документи, що відносяться до історії Швеції», а в 1880-і роки Елоф Тегнер підготував і видав його біографію в трьох томах. Радянським читачам про перипетії життя Армфельта повідав В. Пікуль в історичній мініатюрі «Доля улюбленця долі».

## Особисте життя
Ґ. М. Армфельт 7 серпня 1785 року поєднувався шлюбом у Дроттнінггольмському палаці, в присутності короля, з графинею Гедвігою Ульрікою Делагарді (1761—1832), онукою Магнуса Юліуса Делагарді, племінницею Єви Екеблад і двоюрідною сестрою Х. А. Ферзена. Гедвіга, яка щиро любила чоловіка, неодноразово клопотала за нього перед монархами. У 1797 році спитала в короля дозволу повернутися з чоловіком до Швеції, в 1799 році була призначена вихователькою королівських дітей, займала цю позицію до 1803 року. Після переходу Армфельта на російську службу його дружина Гедвіга Понтусівна отримала статус статс-дами. З 1814 року кавалерственна дама ордену св. Катерини. Овдовівши, повернулася до Швеції.
У подружжя народилися дочка і семеро синів, з яких слід в історії залишили двоє:
- Ґустав[ru] (1793—1856) — генерал-лейтенант, нюландський губернатор, член Фінляндського сенату.
- Олександр[ru] (1794—1875) — протягом 30 років міністр і статс-секретар Фінляндії; дід Олександри Армфельт[ru].

І до, і після вступу в шлюб у Армфельта було безліч романів на стороні. У романі «Війна і мир» Наполеон атестує його як «розпусника і інтригана». У 1785—1793 роках Армфельт перебував у зв'язку з графинею Магдаленою Руденшельд (1766—1823), яка разом з ним була засуджена до смертної кари (див. вище).
Від зв'язку з паризькою актрисою мадмуазеллю д'Еклер мав позашлюбного сина Моріца Клерфельта (Mauritz Clairfelt, 1780—1841), якому вдалося зробити досить успішну кар'єру в шведській армії.
Дочки від зв'язку з Вільгельміною Курляндской — Міна (1798—1863) і Вава (1801—1881) — були взяті на виховання його родичами з сім'ї Армфельтів.

## Нагороди
Шведські:
- Орден Серафимів (22.11.1790)
- Орден Меча 1 ст. (1789)

Російські:

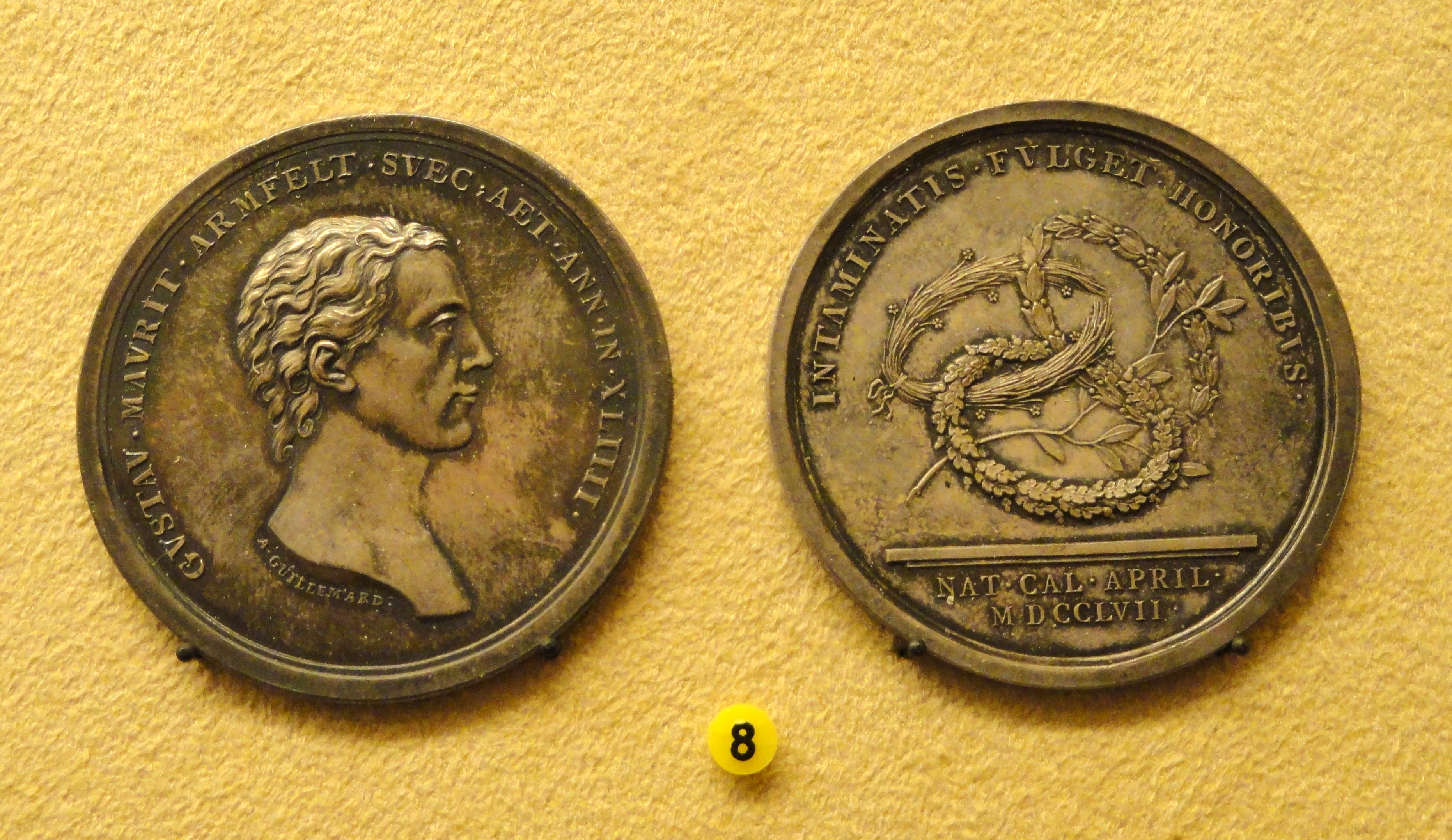
Медаль, вибита на честь Армфельта в 1800 році

- Орден Святого Андрія Первозванного (08.09.1790)
- Орден Святого Олександра Невського (08.09.1790)

Іноземні:
- Данський орден Слона (1785)
- Прусський орден Святого Іоанна Єрусалимського[ru]

Коли в 1794 році Армфельта позбавили всіх шведських нагород, вищий суд Данії, яка за традицією перебувала зі Швецією у ворожих відносинах, заявив, що не бачить у діях Армфельта складу злочину і відмовився задовольнити вимогу шведського уряду про те, щоб нагородження Армфельта великим хрестом ордена Слона було скасовано, а сам орден був би конфіскований.